# القفل
القفل (به عربی: القفل) یک منطقهٔ مسکونی در عربستان سعودی است که در استان جازان واقع شده‌است.